# Jeúde
Jeúde (Yehud) ou Província de Jeúde (em aramaico: Yehud Medinata) foi uma província da Babilônia formada após a queda do Reino de Judá pelo Segundo Império Babilônico em 587-586 a.C., após a conquista da costa leste do mar Mediterrâneo.
O nome e o território desta província babilônica foi herdado para a satrapia formada pelos medo-persas ou aquemênidas, até estes caírem por volta de 332 a.C. perante Alexandre o Grande, findando assim um período de aproximadamente 250 anos.